# Nephargynnis lainezi
Nephargynnis lainezi är en fjärilsart som beskrevs av Ramon Agenjo Cecilia 1970. Nephargynnis lainezi ingår i släktet Nephargynnis och familjen praktfjärilar. Inga underarter finns listade i Catalogue of Life.